# Hugo Mayer (Architekt)

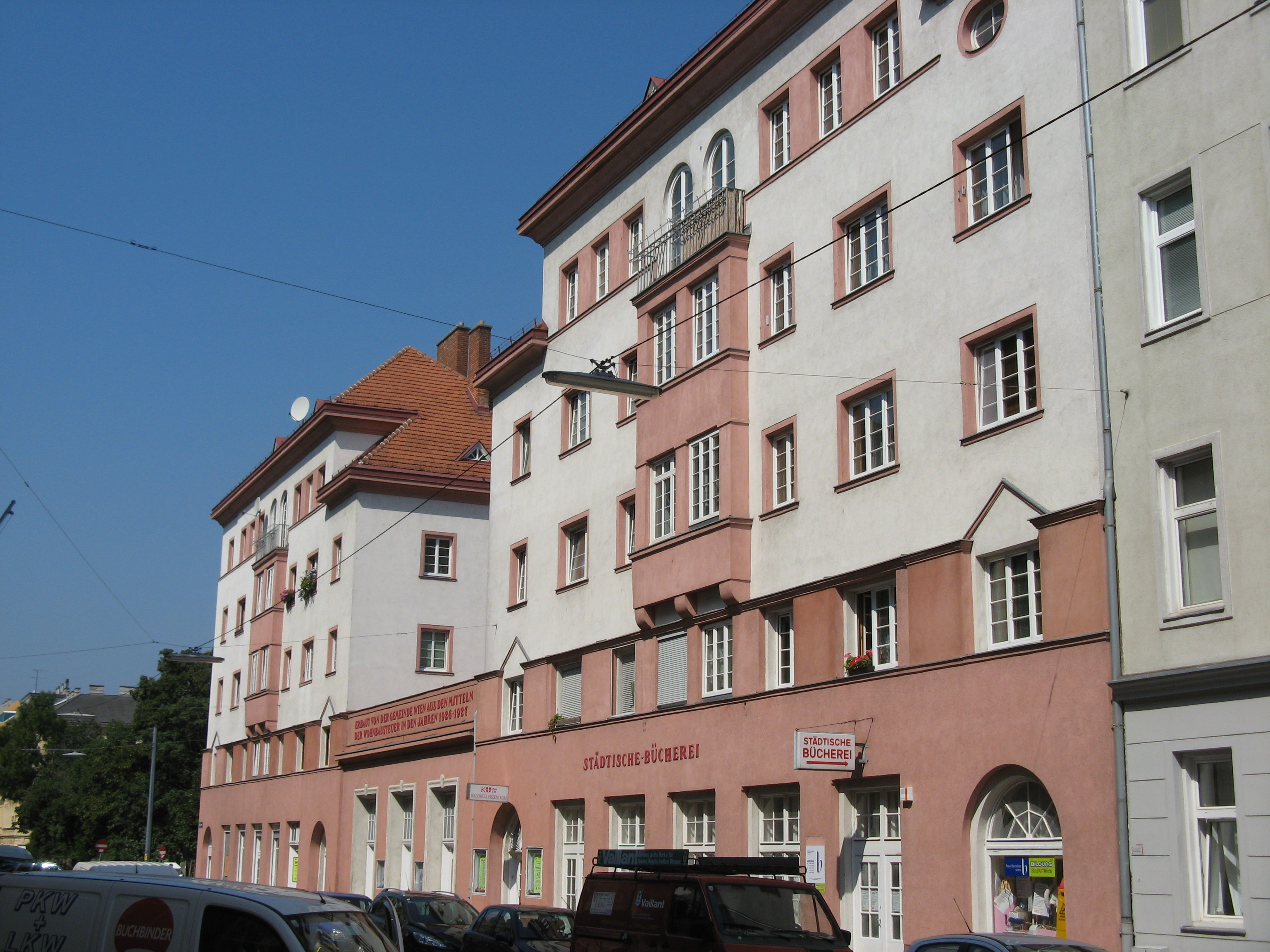
Pölzerhof (1926) von Hugo Mayer

Hugo Mayer (* 2. September 1883 in Linz; † 27. Februar 1930 in Wien) war ein österreichischer Architekt.

## Leben
Hugo Mayer besuchte die Oberrealschule in Linz und studierte anschließend von 1902 bis 1907 an der Technischen Hochschule in Wien bei Karl König und Karl Mayreder. Nach dem Studium trat Mayer in den Dienst des Wiener Stadtbauamtes, dem er von 1907 bis 1923 angehörte. In dieser Zeit wurde er 1912 nach London zwecks Studiums der dortigen Gartenstädte geschickt. 1920–1921 war er Leiter der technischen Abteilung des Siedlungsamtes, 1922–1923 Leiter der Bauerhaltungsarbeiten der Kirchen Wiens, die vom Unterrichtsministerium finanziert wurden. Mayer schied 1923 aus dem Wiener Stadtbauamt aus und war 1923–1925 Direktorstellvertreter und Leiter des Architekturbüros der Baufirma Karl Korn. Ab 1925 arbeitete er als selbstständiger Zivilarchitekt, wobei er weiterhin für städtische Projekte tätig war. 1930 starb er relativ jung an einer eitrigen Mandelentzündung.

## Bedeutung
Hugo Mayer war vor allem einer der wichtigsten Architekten des Siedlungsbaus in Wien. Seine Formensprache war sehr vielfältig und reichte von an dörfliche Siedlungen angelehnte Gestaltungen mit Spitz- oder Krüppelwalmgiebel, Ecktürmchen und gerahmten Fenstern bis zu einfachen kubischen Bauten mit Flachdach. Vor dem Krieg arbeitete er aber auch an mehreren Schulgebäuden.

## Werke
- Kindergarten der Stadt Wien, Bunsengasse 8, Wien 21 (1910–1911), zusammen mit Adolf Stöckl
- Doppelvolksschule, Johann-Hoffmann-Platz 19, Wien 12 (1910–1911), zusammen mit Mattäus Bohdal
- Simonsbrotfabrik, Kagran, Wien 22 (um 1910–1914), zusammen mit Adolf Stöckl
- Wohnhäuser der städtischen Gaswerke, Kopalgasse 51 und 53, Wien 11 (1910–1914), zusammen mit Adolf Stöckl
- Wohnhäuser der städtischen Gaswerke, Justgasse 1, 3, 5 und 7, Wien 21 (1910–1914), zusammen mit Adolf Stöckl
- Kindergarten der Stadt Wien, Hetzendorfer Straße 57, Wien 12 (1913), zusammen mit Max Fiebiger und Gottfried Lemböck
- Bürgerschule, Linzer Straße 293–295, Wien 14 (1913–1914), zusammen mit Mattäus Bohdal
- Siedlungs- und Wohnhausanlage Schmelz, Wien 15 (1919–1923)
- Kolonie Rannersdorf bei Schwechat (1921), zusammen mit Heinrich Tessenow und Engelbert Mang
- Kleingartensiedlung Rosenhügel, Atzgersdorfer Straße, Wien 12 (1921–1926), zusammen mit Emil Krause
- Siedlung Heuberg/Wien West, Wien 17 (1921–1924), zusammen mit Adolf Loos
- Wohnhausanlage der Gemeinde Wien Haus im alten Ort, Enenkelstraße 35, Wien 16 (1921–1922)
- Wachauer Hof, Jungstraße 5, Wien 2 (1923)
- Wohnhaus, Modenapark 6, Wien 3 (1923–1924)
- Kindergarten, Waldmüllerpark, Wien 10 (1923–1925)
- Siedlung Glanzing, Wien 18 (ab 1925), zusammen mit Adolf Tichy
- Pölzerhof, Dampfgasse 35–37, Wien 10 (1926)
- Wohnhausanlage der Gemeinde Wien, Drorygasse 25–27, Wien 3 (1927)
- Entwurf der Gesamtanlage, Mittelpartie und freistehender Kindergarten des Goethe-Hofs, Schüttaustraße 1–39, Wien 22 (1928), zusammen mit Rudolf Frass und anderen
- Wohnhausanlage der Gemeinde Wien, Breitenseer Straße 108–112, Wien 14 (1930), zusammen mit Hans Hamm